# Kishiro Yukito
Lỗi biểu thức: Dư toán tử <
Yukito Kishiro (木城 ゆきと (Mộc Thành Vũ Quý)) là một tác giả truyện manga Nhật Bản. Ông sinh tại Tokyo vào năm 1967 và lớn lên ở Chiba. Chịu ảnh hưởng từ các bộ phim hoạt hình, ông hoạt động sự nghiệp của mình từ năm 17 tuổi với tác phẩm đầu tay Space Oddit (1984); và dần gây dựng tên tuổi với tác phẩm Battle Angel Alita (1990).

## Tác phẩm
- Space Oddity (気怪 Kikai?, 1984)
- The Planet of Depths (怪洋星 Kaiyōsei?, 26 tháng 10 năm 1988)
- Fly (飛人 Hito?, 1989)
- The Great Machine (大・摩神 Dai-Mashīn?, 1989)
- Junks: The Space Rovers (宇宙海賊少年団 Uchū Kaizoku Shōnendan?, 1990)
- Battle Angel Alita (ngày 15 tháng 12 năm 1990 – 1 tháng 4 năm 1995)
- Future Tokyo Headman (未来東京HEADMAN Mirai Tōkyō Heddoman?, 1991)
- Ashen Victor (1995–1996)
- Battle Angel Alita: Holy Night & Other Stories (24 tháng 1 năm 1997 – 19 tháng 11 năm 2006)
- Aqua Knight (Enter the World of Aqua Knight... 水中騎士 特別編?, Akua Naito Tokubetsu Hen)
- Aqua Knight (20, 1998–đang tiếp tục)
- Battle Angel Alita: Last Order (18 tháng 11 năm 2000 – 28 tháng 1 năm 2014)
- Battle Angel Alita: Mars Chronicle (28 tháng 10 năm 2014–đang tiếp tục)
- Mukai: World of Mist (霧界 Mukai?, 28 tháng 10 năm 2014)